# Calgary-Bow
Circonscription électorale provinciale du Canada
Calgary-Bow est une circonscription électorale provinciale de l'Alberta (Canada), située dans le nord-ouest de Calgary. Elle prend son nom de la Rivière Bow, qui forme la frontière nord de la circonscription. 
Depuis 1989, Calgary-Bow a été représentée dans l'Assemblée législative par une femme ; son député actuel est le conservateur Demetrios Nicolaides.

## Liste des députés
| Années | Années          | Député               | Parti politique           |
| ------ | --------------- | -------------------- | ------------------------- |
|        | 1971 - 1975     | Roy Wilson           | Créditiste                |
|        | 1975 - 1979     | Neil Webber          | Progressiste-conservateur |
|        | 1979 - 1982     | Neil Webber          | Progressiste-conservateur |
|        | 1982 - 1986     | Neil Webber          | Progressiste-conservateur |
|        | 1986 - 1989     | Neil Webber          | Progressiste-conservateur |
|        | 1989 - 1993     | Bonnie Laing         | Progressiste-conservateur |
|        | 1993 - 1997     | Bonnie Laing         | Progressiste-conservateur |
|        | 1997 - 2001     | Bonnie Laing         | Progressiste-conservateur |
|        | 2001 - 2004     | Alanna DeLong        | Progressiste-conservateur |
|        | 2004 - 2008     | Alanna DeLong        | Progressiste-conservateur |
|        | 2008 - 2012     | Alanna DeLong        | Progressiste-conservateur |
|        | 2012 - 2015     | Alanna DeLong        | Progressiste-conservateur |
|        | 2015            | Deborah Drever       | Néo-démocrate             |
|        | 2015 - 2016     | Deborah Drever       | Indépendante              |
|        | 2016 - 2019     | Deborah Drever       | Néo-démocrate             |
|        | 2019 - 2023     | Demetrios Nicolaides | Conservateur uni          |
|        | 2023 - en cours | Demetrios Nicolaides | Conservateur uni          |